# Роджерсвілл (Міссурі)
Роджерсвілл (англ. Rogersville) — місто (англ. city) в США, в округах Вебстер і Грін штату Міссурі. Населення — 3897 осіб (2020).

## Географія
Роджерсвілл розташований за координатами 37°6′55″ пн. ш. 93°4′27″ зх. д. / 37.11528° пн. ш. 93.07417° зх. д. (37.115358, -93.074277).  За даними Бюро перепису населення США в 2010 році місто мало площу 8,91 км², уся площа — суходіл.

## Демографія
Згідно з переписом 2010 року, у місті мешкали 3073 особи в 1138 домогосподарствах у складі 833 родин. Густота населення становила 345 осіб/км².  Було 1240 помешкань (139/км²).
Расовий склад населення:
| - 95,0 % — білих - 0,7 % — корінних американців - 0,4 % — чорних або афроамериканців - 0,4 % — азіатів - 0,1 % — вихідців з тихоокеанських островів |

До двох чи більше рас належало 2,7 %. Частка іспаномовних становила 3,5 % від усіх жителів.
За віковим діапазоном населення розподілялося таким чином: 33,2 % — особи молодші 18 років, 57,9 % — особи у віці 18—64 років, 8,9 % — особи у віці 65 років та старші. Медіана віку мешканця становила 29,8 року. На 100 осіб жіночої статі у місті припадало 94,7 чоловіків;  на 100 жінок у віці від 18 років та старших — 86,7 чоловіків також старших 18 років.
Середній дохід на одне домашнє господарство  становив 53 611 долар США (медіана — 42 333), а середній дохід на одну сім'ю — 61 425 доларів (медіана — 51 944). Медіана доходів становила 40 464 долари для чоловіків та 31 938 доларів для жінок. За межею бідності перебувало 13,2 % осіб, у тому числі 12,7 % дітей у віці до 18 років та 2,1 % осіб у віці 65 років та старших.
Цивільне працевлаштоване населення становило 1581 осіб. Основні галузі зайнятості: освіта, охорона здоров'я та соціальна допомога — 25,6 %, роздрібна торгівля — 12,7 %, науковці, спеціалісти, менеджери — 11,3 %.